# Време васкрса
Време васкрса је назив историјског романа српског књижевника Николе Моравчевића. Роман се бави историјском епопејом српског народа за време Првог светског рата.
Роман обухвата период од почетка Првог светског рата и прве године постојања нове југословенске државе. Бави се ратним фронтовима, повлачењем српске војске преко Албаније до Крфа, политичком елитом, говори о солунском процесу и Црној руци, солунском фронту и ослобођењу Србије, о настанку Краљевине Срба, Хрвата и Словенаца и неспоразумима у новој држави, све до смрти Николе Пашића 1924. године.
Историјски роман, обнавља интересовање српске књижевности за један од најважнијих периода српске новије историје. Пишући роман Време васкрса, Никола Моравчевић је обавио обимна истраживања историјске грађе и историјских архива како би на том темељу успоставио целовиту и разгранату, продубљену и динамичну слику једног историјског периода.